# Liste der Buslinien in London

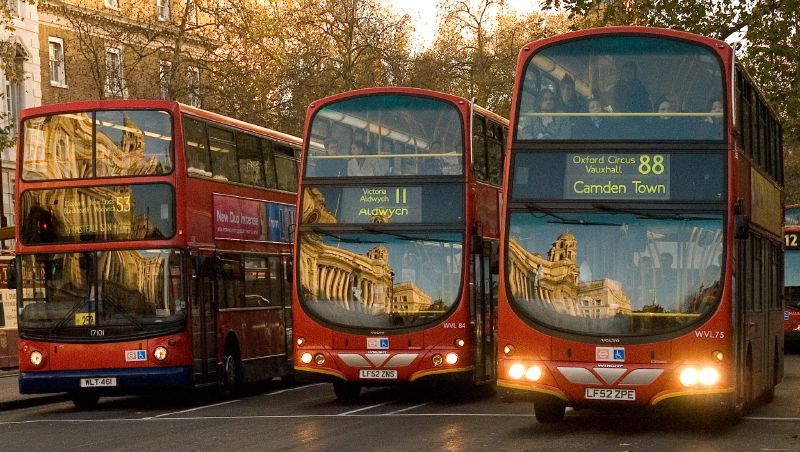
Drei Doppeldecker auf den Linien 53, 11 und 88

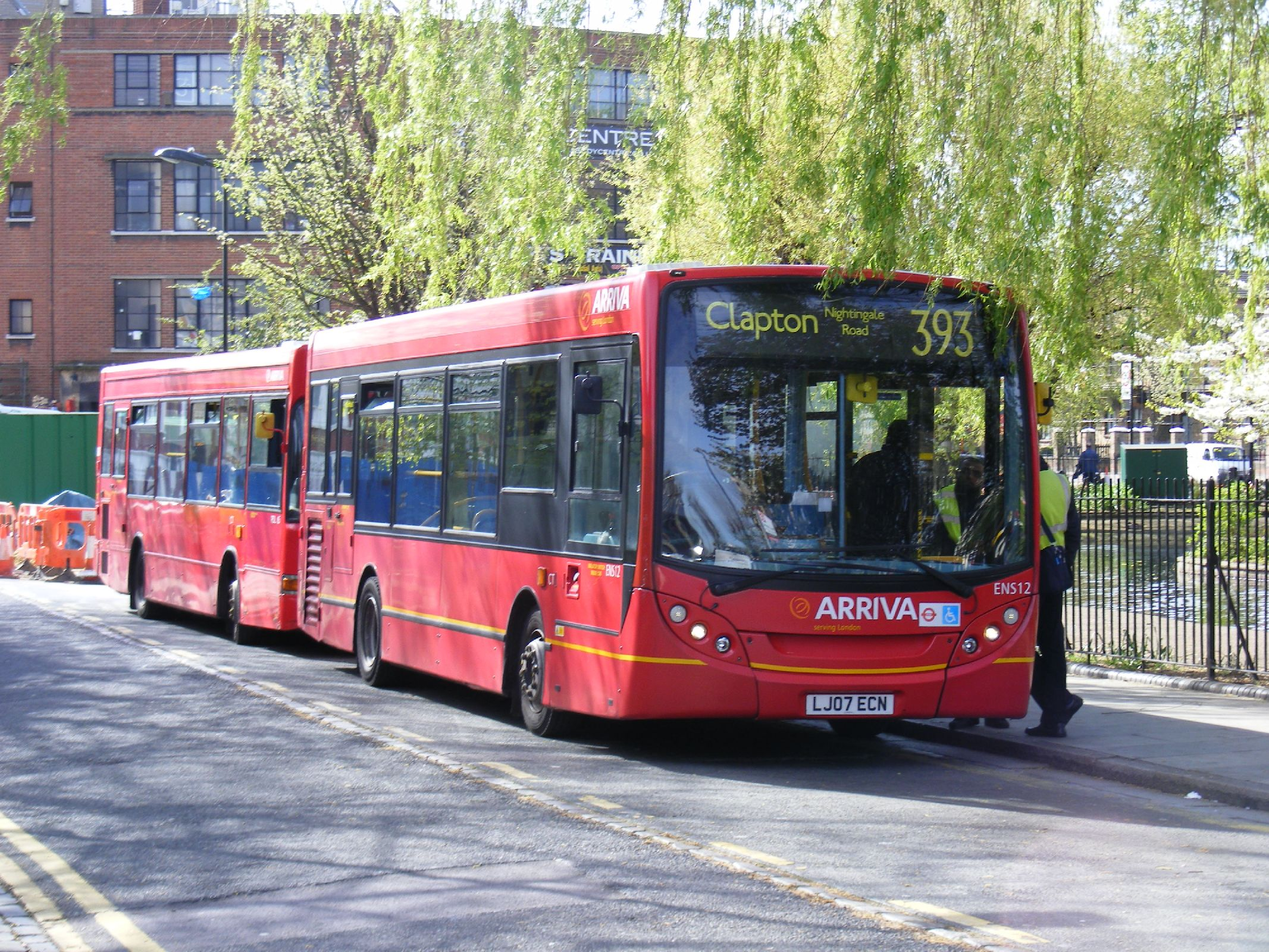
Zwei Londoner Eindecker auf Linie 393

Das ist eine Liste der Omnibuslinien von Transport for London (TfL) in London, Vereinigte Königreich, sowie aller sonstigen Buslinien, die das Gebiet von Greater London berühren (ohne Fernbusse). Folgende Verkehrsunternehmen betreiben diese Linien: London United, Abellio London, Tower Transit, Metrobus, Arriva Shires & Essex, Arriva Southern Counties, London Sovereign, Quality Line, Abellio Surrey, CT Plus, First Berkshire & The Thames Valley, Uno, Carousel Buses, TWH Bus & Coach, Blue Triangle, Green Line Coaches, Sullivan Buses and Imperial Buses. Diese von TfL beauftragten Betreiber bedienen mehr als 500 Buslinien.
Es gibt 36 Linien zwischen London und Teilen von Buckinghamshire, Essex, Hertfordshire, Berkshire, Kent, Surreys und Sussex, die nicht von TfL ausgeschrieben und vergeben wurden und zudem von örtlichen Behörden ausgeschriebene Linien in Bexley, Barking, Dagenham, Hackney und Islington.

## Klassifikation der Liniennummern
In viktorianischen Zeiten konnten Passagiere die unterschiedlichen Linien und Betreiber nur an der Lackierung und dem Laufwegschild an der Fahrzeugseite unterscheiden. Nachdem George Samuel Dicks von der London Motor Omnibus Company die fünf Linien seines Unternehmens durchnummerierte, sahen auch die anderen damaligen Busbetrieber in London die Vorteile dieses Systems, sodass bald alle Buslinien Nummern erhielten.

### Historische Einteilung
Nach dem 1924 London Traffic Act-Gesetz waren die Buslinien nach dem System von Chief Constable A. E. Bassom von der Metropolitan Police nummeriert; Buchstabensuffixe gaben Linienvarianten und Kurzführungen an, die Nummern zeigten die Betreibergesellschaft.
Nachdem 1934 alle Buslinien durch London Transport übernommen wurden, gab es folgende Einteilung:
| Nummernbereich | Verkehrsbereich |
| -------------- | --- |
| 1–199          | rote Central Area-Doppeldeckerlinien |
| 200–289        | rote Central Area-Eindeckerlinien |
| 290–299        | Central Area-Nachtverkehr |
| 300–399        | Country Area (ländliche Gegend) nördlich der Themse (die ländlichen Services werden seit 1970 von London Country Bus Services übernommen) |
| 400–499        | Country Area südlich der Themse |
| 500–699        | Trolleybuses |
| 701–799        | Green Line (grüne Überlandbusse) |
| 800–899        | Country Area New Towns |

### Heutige Klassifikation
| Nummernbereich    | Servicetyp                                                 |
| ----------------- | ---------------------------------------------------------- |
| 1–599             | Tagesrouten, inkl. 24-Stunden-Linien                       |
| 600–699           | Schulfahrten (603 und 607 sind normale Tageslinien)        |
| 700–899           | Regionale und nationale Buslinien                          |
| 900–999           | Drei Mobilitätsservices der TfL, siehe unten.              |
| N-                | Nachtlinien                                                |
| X-                | Expresslinien                                              |
| Andere Buchstaben | Lokale Linien, der Buchstabe steht meist für den Stadtteil |

### Schlüssel
|   | 24-Stunden-Betrieb                                                                                       |
|   | Mehrere Endhaltestellen                                                                                  |
| † | Transport for London-Linien, die die Greater London-Grenze überschreiten. Standardtarife gelten überall. |

## Liste
Wenn nicht anders beschrieben, verkehren die Linien in beide Richtungen.

### 1–100
| Linie | Start                          | Ziel                                                  | Unternehmen       | Länge  |
| ----- | ------------------------------ | ----------------------------------------------------- | ----------------- | ------ |
| 1     | Tottenham Court Road Station   | Canada Water                                          | London General    | 9,7 km |
| 2     | Marylebone                     | West Norwood                                          | Arriva London     | 13 km  |
| 3     | Oxford Circus                  | Crystal Palace                                        | Abellio London    | 14 km  |
| 4     | Waterloo Station               | Archway, Upper Holloway                               | Metroline         | 13 km  |
| 5     | Canning Town Station           | Romford                                               | Stagecoach London | 16 km  |
| 6     | Aldwych                        | Willesden                                             | Metroline         | 9,7 km |
| 7     | Oxford Circus                  | East Acton, Brunel Road                               | Metroline         | 11 km  |
| 8     | Tottenham Court Road Station   | Bow Church                                            | Stagecoach London | 11 km  |
| 9     | Aldwych                        | Hammersmith Bus Station                               | London United     | 8 km   |
| 10    | Kings Cross Station            | Hammersmith Bus Station                               | London United     | 11 km  |
| 11    | Liverpool Street Station       | Fulham Broadway                                       | London General    | 11 km  |
| 12    | Oxford Circus                  | Dulwich, Library                                      | London Central    | 11 km  |
| 13    | Aldwych                        | Golders Green Station                                 | London Sovereign  | 11 km  |
| 14    | Warren Street Station          | Putney Heath                                          | London General    | 11 km  |
| 15    | Trafalgar Square               | Blackwall Station                                     | Stagecoach London | 11 km  |
| 16    | Victoria Station               | Cricklewood                                           | Metroline         | 9,7 km |
| 17    | London Bridge Station          | Archway, Upper Holloway                               | Metroline         | 9,7 km |
| 18    | Euston Station                 | Sudbury                                               | Metroline         | 14 ;km |
| 19    | Battersea Bridge               | Finsbury Park Station                                 | London General    | 13 km  |
| 20    | Walthamstow Central Station    | Debden Station †                                      | London General    | 16 km  |
| 21    | Newington Green                | Lewisham                                              | London Central    | 14 km  |
| 22    | Piccadilly Circus Station      | Putney Common                                         | London General    | 9,7 km |
| 23    | Liverpool Street Station       | Westbourne Park Station                               | Tower Transit     | 13 km  |
| 24    | Pimlico                        | Hampstead Heath                                       | Metroline         | 11 km  |
| 25    | City Thameslink                | Ilford                                                | Tower Transit     | 18 km  |
| 26    | Waterloo Station               | Hackney Wick                                          | Tower Transit     | 11 km  |
| 27    | Chalk Farm Morrisons           | Chiswick Business Park                                | London United     | 14 km  |
| 28    | Wandsworth                     | Kensal Rise                                           | Tower Transit     | 11 km  |
| 29    | Trafalgar Square               | Wood Green Station                                    | Arriva London     | 11 km  |
| 30    | Marble Arch                    | Hackney Wick                                          | Tower Transit     | 13 km  |
| 31    | Camden Town                    | White City                                            | Tower Transit     | 9,7 km |
| 32    | Kilburn Park                   | Edgware                                               | Metroline         | 11 km  |
| 33    | Hammersmith                    | Fulwell                                               | London United     | 14 km  |
| 34    | Walthamstow Central Station    | Barnet Church                                         | Metroline         | 19 km  |
| 35    | Shoreditch                     | Clapham Junction Station                              | Abellio London    | 13 km  |
| 36    | Queen’s Park                   | New Cross Gate                                        | London Central    | 14 km  |
| 37    | Peckham                        | Putney Heath                                          | London Central    | 23 km  |
| 38    | Victoria Station               | Clapton Pond                                          | Arriva London     | 11 km  |
| 39    | Clapham Junction Station       | Putney Bridge                                         | London General    | 8 km   |
| 40    | Aldgate                        | Dulwich Library                                       | Abellio London    | 9,7 km |
| 41    | Archway, Upper Holloway        | Tottenham Hale                                        | Arriva London     | 8 km   |
| 42    | Liverpool Street Station       | Denmark Hill                                          | London General    | 8 km   |
| 43    | London Bridge Station          | Friern Barnet                                         | Metroline         | 14 km  |
| 44    | Victoria Station               | Tooting Station                                       | London General    | 11 km  |
| 45    | Kings Cross                    | Clapham Park                                          | London Central    | 13 km  |
| 46    | St Bartholomew’s Hospital      | Lancaster Gate Station                                | Metroline         | 14 km  |
| 47    | Shoreditch                     | Bellingham                                            | Stagecoach London | 15 km  |
| 48    | London Bridge Station          | Walthamstow Central Station                           | Stagecoach London | 12 km  |
| 49    | Clapham Junction               | White City                                            | Abellio London    | 9,7 km |
| 50    | Stockwell Station              | Croydon                                               | Arriva London     | 14 km  |
| 51    | Woolwich                       | Orpington Station                                     | Stagecoach London | 19 km  |
| 52    | Victoria Station               | Willesden                                             | Metroline         | 11 km  |
| 53    | Whitehall                      | Plumstead                                             | Stagecoach London | 19 km  |
| 54    | Woolwich                       | Elmers End                                            | Stagecoach London | 16 km  |
| 55    | Oxford Circus                  | Leyton                                                | Stagecoach London | 14 km  |
| 56    | St Bartholomew’s Hospital      | Whipps Cross                                          | Stagecoach London | 12 km  |
| 57    | Clapham Park                   | Kingston                                              | London United     | 18 km  |
| 58    | East Ham                       | Walthamstow                                           | Tower Transit     | 13 km  |
| 59    | King's Cross Station           | Streatham Hill                                        | Arriva London     | 11 km  |
| 60    | Streatham Station              | Old Coulsdon                                          | Arriva London     | 19 km  |
| 61    | Bromley North Station          | Chislehurst                                           | Stagecoach London | 18 km  |
| 62    | Marks Gate                     | Gascoigne Estate                                      | Stagecoach London | 14 km  |
| 63    | King's Cross Station           | Honor Oak                                             | London Central    | 11 km  |
| 64    | Thornton Heath                 | New Addington                                         | London General    | 13 km  |
| 65    | Ealing Broadway Station        | Kingston, Brook Street Chessington (nur Nachtservice) | London United     | 16 km  |
| 66    | Leytonstone                    | Romford                                               | Arriva Southend   | 15 km  |
| 67    | Aldgate                        | Wood Green                                            | Arriva London     | 12 km  |
| 68    | Euston Station                 | West Norwood                                          | London Central    | 13 km  |
| 69    | Canning Town Station           | Walthamstow                                           | Stagecoach London | 14 km  |
| 70    | South Kensington               | Acton High Street                                     | Tower Transit     | 12 km  |
| 71    | Kingston                       | Chessington World of Adventures                       | London United     | 10 km  |
| 72    | East Acton                     | Roehampton, Bessborough Road                          | London United     | 11 km  |
| 73    | Victoria Station               | Stoke Newington                                       | Arriva London     | 11 km  |
| 74    | Baker Street                   | Putney                                                | London General    | 11 km  |
| 75    | Lewisham                       | Croydon                                               | Stagecoach London | 14 km  |
| 76    | Waterloo                       | Tottenham Hale                                        | Arriva London     | 12 km  |
| 77    | Waterloo Station               | Tooting Station                                       | London General    | 13 km  |
| 78    | Shoreditch                     | Nunhead                                               | Arriva London     | 9,7 km |
| 79    | Edgware                        | Alperton Sainsburys                                   | Metroline         | 11 km  |
| 80    | Hackbridge                     | Belmont                                               | London General    | 14 km  |
| 81    | Hounslow                       | Slough †                                              | London United     | 19 km  |
| 82    | Victoria Station               | North Finchley                                        | Metroline         | 16 km  |
| 83    | Golders Green Station          | Ealing Hospital                                       | Metroline         | 21 km  |
| 85    | Putney Bridge                  | Kingston                                              | London General    | 11 km  |
| 86    | Stratford                      | Romford Station                                       | Stagecoach London | 16 km  |
| 87    | Aldwych                        | Wandsworth                                            | London General    | 9,7 km |
| 88    | Camden Town                    | Clapham Common                                        | London General    | 11 km  |
| 89    | Lewisham                       | Slade Green                                           | London Central    | 18 km  |
| 90    | Northolt                       | Feltham, Leisure West                                 | Metroline         | 17 km  |
| 91    | Trafalgar Square               | Crouch End                                            | Metroline         | 10 km  |
| 92    | St Raphael's Estate, Drury Way | Ealing Hospital                                       | Metroline         | 14 km  |
| 93    | Putney Bridge                  | North Cheam                                           | London General    | 13 km  |
| 94    | Piccadilly Circus              | Acton Green                                           | London United     | 8 km   |
| 95    | Shepherd's Bush                | Southall, Town Hall                                   | Metroline         | 17 km  |
| 96    | Woolwich                       | Bluewater †                                           | Stagecoach London | 21 km  |
| 97    | Stratford City                 | Chingford                                             | Stagecoach London | 18 km  |
| 98    | Russell Square                 | Willesden                                             | Metroline         | 11 km  |
| 99    | Woolwich                       | Bexleyheath                                           | Stagecoach London | 16 km  |
| 100   | Elephant & Castle              | Shadwell                                              | London General    |        |

### 101–200
| Linie | Start                           | Ziel                                          | Unternehmen                                           | Länge  |
| ----- | ------------------------------- | --------------------------------------------- | ----------------------------------------------------- | ------ |
| 101   | Wanstead                        | Gallions Reach Shopping Park                  | Stagecoach London                                     |        |
| 102   | Edmonton Green                  | Brent Cross (kein Nachtservice) Golders Green | Arriva London                                         | 19 km  |
| 103   | Rainham                         | Romford                                       | Stagecoach London                                     |        |
| 104   | Stratford                       | Manor Park                                    | Stagecoach London                                     |        |
| 105   | Greenford Station               | Heathrow Airport                              | Metroline                                             | 16 km  |
| 106   | Whitechapel                     | Finsbury Park Station                         | Arriva London                                         | 9,7 km |
| 107   | New Barnet                      | Edgware                                       | Metroline                                             | 18 km  |
| 108   | Stratford                       | Lewisham                                      | London Central                                        | 18 km  |
| 109   | Brixton                         | Croydon                                       | Abellio London                                        | 11 km  |
| 110   | West Middlesex Hospital         | Twickenham                                    | London United                                         | 11 km  |
| 111   | Kingston                        | Heathrow Airport                              | London United                                         | 24 km  |
| 112   | Ealing Broadway Station         | Brent Cross shopping centre                   | Metroline                                             | 11 km  |
| 113   | Marble Arch                     | Edgware                                       | Metroline                                             | 18 km  |
| 114   | Mill Hill Broadway Station      | Ruislip Station                               | London Sovereign                                      | 19 km  |
| 115   | Aldgate                         | East Ham                                      | Stagecoach London                                     |        |
| 116   | Hounslow                        | Ashford Hospital †                            | London United                                         |        |
| 117   | West Middlesex Hospital         | Staines Bus Station †                         | Abellio London                                        | 16 km  |
| 118   | Brixton                         | Morden Station                                | London General                                        | 14 km  |
| 119   | Croydon                         | Bromley North Station                         | London General                                        |        |
| 120   | Northolt Station                | Hounslow Bus Station                          | London United                                         | 13 km  |
| 121   | Wood Green                      | Enfield Lock                                  | Arriva London                                         |        |
| 122   | Plumstead Station               | Crystal Palace                                | Stagecoach London                                     |        |
| 123   | Wood Green                      | Ilford                                        | Arriva London                                         | 19 km  |
| 124   | Catford                         | Eltham                                        | Stagecoach London                                     |        |
| 125   | Finchley Central Station        | Winchmore Hill                                | Metroline                                             | 13 km  |
| 126   | Eltham                          | Bromley South Station                         | London General                                        |        |
| 127   | Tooting                         | Purley                                        | London General                                        | 14 km  |
| 128   | Claybury Broadway               | Romford                                       | Arriva London                                         |        |
| 129   | Greenwich                       | North Greenwich Station                       | London Central                                        |        |
| 130   | Thornton Heath                  | New Addington                                 | London General                                        | 13 km  |
| 131   | Tooting Broadway Station        | Kingston                                      | London United                                         | 13 km  |
| 132   | North Greenwich Station         | Bexleyheath                                   | London Central                                        | 16 km  |
| 133   | Liverpool Street Station        | Streatham                                     | Arriva London                                         | 11 km  |
| 134   | Tottenham Court Road Station    | North Finchley                                | Metroline                                             | 13 km  |
| 135   | Old Street Station              | Crossharbour Station                          | Docklands Buses                                       | 11 km  |
| 136   | Elephant & Castle               | Grove Park                                    | Stagecoach London                                     |        |
| 137   | Oxford Circus                   | Streatham Hill                                | Arriva London                                         | 13 km  |
| 138   | Bromley North Station           | Coney Hall                                    | London General                                        |        |
| 139   | Waterloo Station                | West Hampstead                                | Metroline                                             | 11 km  |
| 140   | Harrow Weald Bus Garage         | Heathrow Airport                              | Metroline                                             | 21 km  |
| 141   | London Bridge Station           | Palmers Green                                 | Arriva London                                         | 9,7 km |
| 142   | Brent Cross Shopping Centre     | Watford Junction Station †                    | Arriva Shires & Essex                                 | 19 km  |
| 143   | Archway, Upper Holloway         | Brent Cross shopping centre                   | Metroline                                             | 13 km  |
| 144   | Muswell Hill                    | Edmonton Green                                | Arriva London                                         |        |
| 145   | Leytonstone                     | Dagenham                                      | Stagecoach London                                     |        |
| 146   | Bromley North Station           | Downe                                         | London General                                        |        |
| 147   | Canning Town                    | Ilford                                        | Stagecoach London                                     |        |
| 148   | Camberwell Green                | White City                                    | London United                                         | 13 km  |
| 149   | Edmonton Green                  | London Bridge                                 | Arriva London                                         | 14 km  |
| 150   | Becontree Heath                 | Chigwell Row †                                | Arriva London Docklands Buses (an Schultagen)         | 14 km  |
| 151   | Worcester Park                  | Wallington                                    | London General                                        |        |
| 152   | Pollards Hill, Mitcham          | New Malden                                    | Abellio London                                        | 13 km  |
| 153   | Moorgate                        | Finsbury Park                                 | CT Plus                                               | 9,7 km |
| 154   | Morden Station                  | West Croydon                                  | London General                                        | 18 km  |
| 155   | Elephant & Castle               | St George’s Hospital                          | London General                                        |        |
| 156   | Vauxhall                        | Wimbledon                                     | Abellio London                                        | 11 km  |
| 157   | Crystal Palace                  | Morden                                        | Abellio London                                        | 19 km  |
| 158   | Stratford                       | Chingford Mount                               | Stagecoach London                                     | 11 km  |
| 159   | Marble Arch                     | Streatham                                     | Arriva London Abellio London (bis Dez. 2015)          | 13 km  |
| 160   | Catford                         | Sidcup Station                                | Arriva Kent Thameside                                 | 16 km  |
| 161   | North Greenwich Station         | Chislehurst                                   | London General                                        |        |
| 162   | Eltham Station                  | Beckenham Junction Station                    | London General                                        | 19 km  |
| 163   | Wimbledon                       | Morden                                        | London General                                        |        |
| 164   | Wimbledon                       | Sutton                                        | London General                                        |        |
| 165   | Abbey Wood Lane                 | Romford                                       | Stagecoach London                                     | 16 km  |
| 166   | West Croydon                    | Banstead † Epsom Hospital †                   | Arriva London                                         | 14 km  |
| 167   | Ilford                          | Debden Station †                              | Blue Triangle                                         | 19 km  |
| 168   | Old Kent Road Tesco             | Hampstead Heath                               | Arriva London Metroline (im Sept. 2015 eingestellt) † |        |
| 169   | Barking                         | Clayhall                                      | Stagecoach London                                     |        |
| 170   | Victoria Station                | Roehampton, Danebury Avenue                   | London General                                        |        |
| 171   | Holborn                         | Bellingham                                    | London Central                                        | 16 km  |
| 172   | St. Paul’s                      | Brockley Rise                                 | Abellio London                                        | 13 km  |
| 173   | King George Hospital, Goodmayes | Beckton Bus Station                           | Arriva London                                         |        |
| 174   | Dagenham                        | Harold Hill                                   | Stagecoach London                                     |        |
| 175   | Dagenham                        | Chase Cross, Havering                         | Stagecoach London                                     |        |
| 176   | Tottenham Court Road Station    | Penge                                         | Arriva London                                         | 18 km  |
| 177   | Peckham                         | Thamesmead                                    | Stagecoach London                                     | 19 km  |
| 178   | Lewisham                        | Woolwich                                      | Stagecoach London                                     |        |
| 179   | Ilford                          | Chingford                                     | Stagecoach London                                     | 13 km  |
| 180   | Lewisham                        | Belvedere Industrial Estate                   | London General                                        | 18 km  |
| 181   | Lewisham                        | Grove Park                                    | London General                                        |        |
| 182   | Harrow Weald, Oxhey Lane        | Brent Cross Shopping Centre                   | Metroline                                             | 18 km  |
| 183   | Golders Green                   | Pinner, Love Lane                             | London Sovereign                                      | 18 km  |
| 184   | Turnpike Lane Bus Station       | Barnet                                        | Arriva London                                         |        |
| 185   | Victoria Station                | Lewisham                                      | London Central                                        | 16 km  |
| 186   | Brent Cross shopping centre     | Northwick Park Hospital                       | Metroline                                             |        |
| 187   | Finchley Road                   | Central Middlesex Hospital                    | Metroline                                             | 13 km  |
| 188   | North Greenwich Bus Station     | Russell Square                                | Abellio London                                        | 16 km  |
| 189   | Oxford Circus                   | Brent Cross Shopping Centre                   | Metroline                                             |        |
| 190   | West Brompton                   | Richmond                                      | Metroline                                             |        |
| 191   | Brimsdown Station               | Edmonton Green                                | London General                                        |        |
| 192   | Tottenham Hale Station          | Enfield                                       | London General                                        |        |
| 193   | Queen’s Hospital                | County Park Estate                            | Blue Triangle                                         |        |
| 194   | Lower Sydenham                  | West Croydon                                  | Arriva London                                         | 18 km  |
| 195   | Brentford County Court          | Charville Lane Estate, Hayes                  | Metroline                                             | 16 km  |
| 196   | Elephant & Castle               | Norwood Junction Station                      | London General                                        | 14 km  |
| 197   | Peckham                         | Croydon                                       | Arriva London                                         | 16 km  |
| 198   | Thornton Heath                  | Shrublands                                    | Arriva London                                         |        |
| 199   | Canada Water Station            | Bellingham                                    | Stagecoach London                                     |        |
| 200   | Mitcham                         | Raynes Park                                   | London General                                        |        |

### 201–299
| Linie | Start                        | Ziel                                                       | Unternehmen                                                    |
| ----- | ---------------------------- | ---------------------------------------------------------- | -------------------------------------------------------------- |
| 201   | Herne Hill                   | Morden                                                     | Abellio London                                                 |
| 202   | Blackheath                   | Crystal Palace                                             | London General                                                 |
| 203   | Hounslow                     | Staines †                                                  | London United                                                  |
| 204   | Edgware                      | Sudbury Town Station                                       | Metroline                                                      |
| 205   | Bow Church                   | Paddington                                                 | Stagecoach London                                              |
| 206   | Kilburn Park                 | Wembley Park                                               | Metroline, The Paddocks                                        |
| 207   | White City                   | Hayes-By-Pass                                              | Metroline                                                      |
| 208   | Lewisham                     | Orpington                                                  | Stagecoach London                                              |
| 209   | Hammersmith                  | Mortlake                                                   | Metroline                                                      |
| 210   | Brent Cross Shopping Centre  | Finsbury Park                                              | Metroline                                                      |
| 211   | Waterloo Station             | Hammersmith                                                | Abellio London                                                 |
| 212   | Walthamstow                  | Chingford                                                  | Tower Transit                                                  |
| 213   | Sutton                       | Kingston                                                   | London General                                                 |
| 214   | Moorgate                     | Highgate                                                   | Metroline                                                      |
| 215   | Walthamstow                  | Yardley Lane Estate Lea Valley Camp Site (nur im Sommer) † | Stagecoach London                                              |
| 216   | Kingston                     | Staines Bus Station †                                      | London United                                                  |
| 217   | Turnpike Lane Station        | Waltham Cross †                                            | Metroline                                                      |
| 219   | Clapham Junction ASDA        | Wimbledon                                                  | London General                                                 |
| 220   | Wandsworth                   | Willesden Junction Station                                 | London United                                                  |
| 221   | Turnpike Lane Station        | Edgware                                                    | Arriva London                                                  |
| 222   | Hounslow                     | Uxbridge                                                   | London United                                                  |
| 223   | Wembley Central              | Harrow                                                     | Metroline                                                      |
| 224   | Wembley Stadium Station      | St. Raphael’s Estate                                       | Metroline                                                      |
| 225   | Canada Water                 | Hither Green                                               | London Central                                                 |
| 226   | Ealing Broadway Station      | Golders Green                                              | Metroline                                                      |
| 227   | Bromley North Station        | Crystal Palace                                             | Stagecoach London                                              |
| 228   | Central Middlesex Hospital   | Maida Hill                                                 | Metroline                                                      |
| 229   | Thamesmead                   | Queen Mary’s Hospital                                      | London Central Arriva Kent Thameside (noch bis Jan. 2016)      |
| 230   | Turnpike Lane Station        | Upper Walthamstow                                          | Arriva London                                                  |
| 231   | Turnpike Lane Station        | Enfield Chase                                              | London General                                                 |
| 232   | Turnpike Lane Station        | St. Raphael's Estate                                       | Metroline                                                      |
| 233   | Eltham                       | Swanley †                                                  | London General                                                 |
| 234   | Barnet                       | Highgate Wood                                              | Metroline                                                      |
| 235   | North Brentford Quarter      | Sunbury Village †                                          | Abellio London                                                 |
| 236   | Hackney Wick                 | Finsbury Park                                              | Tower Transit                                                  |
| 237   | White City                   | Hounslow Heath                                             | Metroline                                                      |
| 238   | Barking                      | Stratford                                                  | Stagecoach London                                              |
| 240   | Edgware                      | Golders Green                                              | Metroline                                                      |
| 241   | Canning Town                 | Stratford City                                             | Stagecoach London                                              |
| 242   | Tottenham Court Road Station | Homerton Hospital                                          | Arriva London                                                  |
| 243   | Waterloo Station             | Wood Green                                                 | Arriva London                                                  |
| 244   | Queen Elizabeth Hospital     | Abbey Wood                                                 | London General                                                 |
| 245   | Golders Green                | Alperton Sainsbury's                                       | Metroline                                                      |
| 246   | Bromley North Station        | Westerham † Chartwell (nur an Sonntagen im Sommer) †       | Stagecoach London London General (im Sept. 2015 eingestellt) † |
| 247   | Barkingside                  | Romford                                                    | Stagecoach London                                              |
| 248   | Romford                      | Cranham                                                    | Stagecoach London                                              |
| 249   | Clapham Common               | Anerley Station                                            | London General                                                 |
| 250   | Brixton                      | Croydon                                                    | Arriva London                                                  |
| 251   | Arnos Grove Station          | Edgware                                                    | London Sovereign                                               |
| 252   | Collier Row                  | Hornchurch                                                 | Stagecoach London                                              |
| 253   | Euston Station               | Hackney Central Station                                    | Arriva London                                                  |
| 254   | Aldgate                      | Holloway                                                   | Arriva London                                                  |
| 255   | Balham                       | Pollards Hill, Mitcham                                     | Arriva London                                                  |
| 256   | Noak Hill                    | St George’s Hospital                                       | Stagecoach London                                              |
| 257   | Stratford                    | Walthamstow Central Station                                | London General                                                 |
| 258   | South Harrow                 | Watford Junction †                                         | Arriva Shires & Essex                                          |
| 259   | Kings Cross                  | Edmonton Green                                             | London General                                                 |
| 260   | Golders Green                | White City                                                 | Metroline                                                      |
| 261   | Lewisham                     | Princess Royal Hospital                                    | Stagecoach London                                              |
| 262   | Beckton                      | Stratford                                                  | Stagecoach London                                              |
| 263   | Barnet                       | Highbury Barn                                              | Metroline                                                      |
| 264   | St George’s Hospital         | Croydon                                                    | Arriva London                                                  |
| 265   | Putney Bridge                | Tolworth                                                   | London United                                                  |
| 266   | Hammersmith                  | Brent Cross                                                | Tower Transit                                                  |
| 267   | Hammersmith                  | Fulwell                                                    | London United                                                  |
| 268   | Golders Green Station        | Finchley Road 02 Centre                                    | Arriva Shires & Essex                                          |
| 269   | Bromley North Station        | Bexleyheath                                                | Stagecoach London                                              |
| 270   | Mitcham                      | Putney Bridge                                              | London General                                                 |
| 271   | Highgate                     | Moorgate Finsbury Square                                   | Metroline                                                      |
| 272   | Shepherd's Bush              | Chiswick                                                   | London United                                                  |
| 273   | Lewisham                     | Petts Wood Station                                         | Stagecoach London                                              |
| 274   | Angel Station                | Lancaster Gate Station                                     | Metroline                                                      |
| 275   | St James Street Station      | Barkingside                                                | Stagecoach London                                              |
| 276   | Stoke Newington Common       | Newham Hospital                                            | Docklands Buses                                                |
| 277   | Dalston Junction             | Crossharbour via Canary Wharf                              | Stagecoach London                                              |
| 279   | Manor House Station          | Waltham Cross †                                            | Arriva London                                                  |
| 280   | St George’s Hospital         | Belmont Station                                            | London General                                                 |
| 281   | Hounslow Bus Station         | Tolworth Ewell Road                                        | London United                                                  |
| 282   | Ealing Hospital              | Mount Vernon Hospital                                      | Metroline                                                      |
| 283   | East Acton Brunel Road       | Barnes Pond Barnes Wetland Centre (nur tagsüber)           | London United                                                  |
| 284   | Lewisham                     | Grove Park                                                 | London General                                                 |
| 285   | Kingston                     | Heathrow Airport                                           | London United                                                  |
| 286   | Greenwich                    | Queen Mary’s Hospital                                      | London Central                                                 |
| 287   | Barking                      | Rainham Abbey Wood Lane                                    | Stagecoach London                                              |
| 288   | Queensbury Morrisons         | Broadfields Estate                                         | Arriva Shires & Essex                                          |
| 289   | Elmers End                   | Purley                                                     | Arriva London                                                  |
| 290   | Twickenham Station           | Staines Bus Station †                                      | Abellio London                                                 |
| 291   | Queen Elizabeth Hospital     | Plumstead                                                  | Stagecoach London                                              |
| 292   | Borehamwood †                | Colindale ASDA                                             | London Sovereign                                               |
| 293   | Morden                       | Epsom Hospital †                                           | London General                                                 |
| 294   | Noak Hill                    | Havering Park                                              | Stagecoach London                                              |
| 295   | Clapham Junction Station     | Ladbroke Grove Sainsbury's                                 | Tower Transit Metroline (im Okt. 2015 eingestellt) †           |
| 296   | Ilford                       | Romford                                                    | Stagecoach London                                              |
| 297   | Ealing Broadway Station      | Willesden Bus Garage                                       | Metroline                                                      |
| 298   | Arnos Grove Station          | Potters Bar Station † Potters Bar Cranborne Road †         | Sullivan Buses                                                 |
| 299   | Muswell Hill                 | Cockfosters Station                                        | London General                                                 |

### 300–399
| Linie | Start                                                    | Ziel                                            | Unternehmen                                                |
| ----- | -------------------------------------------------------- | ----------------------------------------------- | ---------------------------------------------------------- |
| 300   | Canning Town                                             | East Ham                                        | Blue Triangle                                              |
| 302   | Kensal Rise                                              | Mill Hill Broadway                              | Metroline                                                  |
| 303   | Colindale ASDA                                           | Edgware                                         | Arriva Shires & Essex                                      |
| 305   | Kingsbury Circle                                         | Edgware                                         | Arriva Shires & Essex                                      |
| 307   | Barnet                                                   | Brimsdown                                       | Arriva London Metroline (bis Dez. 2015)                    |
| 308   | Clapton Pond                                             | Wanstead                                        | Tower Transit                                              |
| 309   | Bethnal Green Chest Hospital                             | Canning Town                                    | CT Plus                                                    |
| 312   | Norwood Junction Station                                 | South Croydon                                   | Arriva London                                              |
| 313   | Chingford Station                                        | Potters Bar †                                   | Arriva London                                              |
| 314   | Eltham Station                                           | New Addington                                   | Stagecoach London                                          |
| 315   | Balham                                                   | West Norwood                                    | London General                                             |
| 316   | White City                                               | Cricklewood                                     | Metroline                                                  |
| 317   | Enfield                                                  | Waltham Cross †                                 | Arriva London                                              |
| 318   | North Middlesex Hospital                                 | Stamford Hill                                   | Arriva London                                              |
| 319   | Sloane Square                                            | Streatham Hill                                  | Arriva London                                              |
| 320   | Catford Bridge Station                                   | Biggin Hill                                     | London General                                             |
| 321   | New Cross                                                | Foots Cray                                      | London Central                                             |
| 322   | Clapham Common                                           | Crystal Palace                                  | London General                                             |
| 323   | Mile End                                                 | Canning Town                                    | Stagecoach London                                          |
| 324   | Stanmore                                                 | Brent Cross Tesco                               | London Sovereign Metroline (im Okt. 2015 eingestellt) †    |
| 325   | Prince Regent Station                                    | East Beckton                                    | Arriva London                                              |
| 326   | Brent Cross Shopping Centre                              | Barnet                                          | London Sovereign                                           |
| 327   | Waltham Cross †                                          | Ringlinie über Elsinge Estate und Turkey Street | London General                                             |
| 328   | Chelsea                                                  | Golders Green Station                           | Tower Transit                                              |
| 329   | Wood Green                                               | Enfield                                         | Arriva London                                              |
| 330   | Canning Town                                             | Wanstead Park Station                           | Stagecoach London                                          |
| 331   | Ruislip                                                  | Uxbridge                                        | Metroline                                                  |
| 332   | Brent Park                                               | Paddington                                      | Metroline                                                  |
| 333   | Elephant & Castle Station                                | Tooting                                         | London General                                             |
| 336   | Catford                                                  | Locksbottom                                     | London General                                             |
| 337   | Clapham Junction Station                                 | Richmond                                        | London General                                             |
| 339   | Shadwell                                                 | Leytonstone                                     | Tower Transit                                              |
| 340   | Edgware                                                  | Harrow Bus Station                              | Arriva Shires & Essex                                      |
| 341   | County Hall                                              | Lea Valley Tesco                                | Arriva London                                              |
| 343   | City Hall                                                | New Cross Gate                                  | Abellio London                                             |
| 344   | Liverpool Street Station                                 | Clapham Junction Station                        | Abellio London                                             |
| 345   | South Kensington                                         | Peckham                                         | London Central                                             |
| 346   | Upminster                                                | Upminster Park Estate                           | Arriva Southend                                            |
| 347   | Romford                                                  | Ockendon Station †                              | Blue Triangle Arriva Southend (im Okt. 2015 eingestellt) † |
| 349   | Stamford Hill                                            | Ponders End                                     | Arriva London                                              |
| 350   | Hayes & Harlington                                       | Heathrow Airport, Terminal 5                    | Abellio London                                             |
| 352   | Lower Sydenham                                           | Bromley North Station                           | London General                                             |
| 353   | Addington Village Interchange                            | Ramsden Estate                                  | London General                                             |
| 354   | Penge                                                    | Bromley North Station                           | Stagecoach London                                          |
| 355   | Brixton                                                  | Mitcham                                         | London Central                                             |
| 356   | Upper Sydenham                                           | Shirley                                         | Stagecoach London                                          |
| 357   | Whipps Cross University Hospital (sonntags) Whipps Cross | Chingford Hatch                                 | London General                                             |
| 358   | Crystal Palace                                           | Orpington Station                               | London General                                             |
| 359   | Addington Village Interchange                            | Selsdon                                         | London General                                             |
| 360   | Elephant & Castle Station                                | Royal Albert Hall                               | London Central                                             |
| 362   | King George Hospital                                     | Grange Hill †                                   | Blue Triangle                                              |
| 363   | Elephant & Castle Station                                | Crystal Palace                                  | London Central                                             |
| 364   | Ilford                                                   | Dagenham East                                   | Blue Triangle                                              |
| 365   | Orchard Village                                          | Havering Park                                   | Stagecoach London                                          |
| 366   | Beckton Bus Station                                      | Redbridge                                       | Stagecoach London                                          |
| 367   | Bromley North Station                                    | West Croydon                                    | London General Abellio London (bis Mär. 2016)              |
| 368   | Barking                                                  | Chadwell Heath                                  | Blue Triangle                                              |
| 370   | Romford                                                  | Lakeside †                                      | Arriva Southend                                            |
| 371   | Richmond                                                 | Kingston                                        | London United                                              |
| 372   | Hornchurch                                               | Lakeside †                                      | Stagecoach London                                          |
| 375   | Romford Station                                          | Passingford Bridge                              | Arriva Southend                                            |
| 376   | Beckton                                                  | East Ham                                        | Blue Triangle                                              |
| 377   | Ponders End                                              | Oakwood, Enfield Chase                          | Arriva London                                              |
| 379   | Chingford                                                | Yardley Lane Estate                             | Arriva London                                              |
| 380   | Lewisham                                                 | Belmarsh Prison                                 | Stagecoach London                                          |
| 381   | County Hall                                              | Peckham                                         | Abellio London                                             |
| 382   | Southgate Station                                        | Millbrook Park                                  | Arriva London                                              |
| 383   | Barnet                                                   | Woodside Park Station                           | Uno                                                        |
| 384   | Barnet                                                   | Cockfosters Station                             | Metroline                                                  |
| 385   | Chingford Station                                        | South Chingford                                 | CT Plus                                                    |
| 386   | Blackheath Village                                       | Woolwich                                        | Stagecoach London                                          |
| 387   | Barking Reach                                            | Little Heath                                    | Stagecoach London                                          |
| 388   | Blackfriars                                              | Stratford City                                  | CT Plus                                                    |
| 389   | Barnet                                                   | Ringlinie über Western Way                      | London General                                             |
| 390   | Notting Hill Gate                                        | Archway, Upper Holloway                         | Metroline                                                  |
| 391   | Sands End                                                | Richmond                                        | London United                                              |
| 393   | Chalk Farm                                               | Clapton                                         | Arriva London                                              |
| 394   | Islington Police Station                                 | Homerton University Hospital                    | CT Plus                                                    |
| 395   | Westway Retail Park                                      | Harrow Bus Station                              | Metroline                                                  |
| 396   | Ilford                                                   | King George Hospital                            | Stagecoach London                                          |
| 397   | South Chingford                                          | Debden Station †                                | Arriva London                                              |
| 398   | Ruislip                                                  | Wood End                                        | London Sovereign                                           |
| 399   | Barnet                                                   | Ringlinie Hadley Wood Station                   | London General                                             |

### 400–499
| Linie | Start                         | Ziel                                       | Unternehmen                                             |
| ----- | ----------------------------- | ------------------------------------------ | ------------------------------------------------------- |
| 401   | Bexleyheath                   | Thamesmead                                 | London Central                                          |
| 403   | Warlingham                    | West Croydon Station                       | Arriva London                                           |
| 404   | Caterham-on-the-Hill          | Coulsdon                                   | Quality Line                                            |
| 405   | West Croydon Station          | Redhill                                    | London General Arriva London (in den Schulferien)       |
| 406   | Epsom                         | Kingston                                   | Quality Line                                            |
| 407   | Sutton                        | Caterham Station †                         | Abellio London                                          |
| 410   | Crystal Palace                | Wallington                                 | Arriva London                                           |
| 411   | Kingston                      | West Molesey †                             | Quality Line                                            |
| 412   | West Croydon Station          | Purley Hospital                            | Arriva London                                           |
| 413   | Morden Station                | Sutton                                     | London General                                          |
| 414   | Putney Bridge Station         | Maida Hill                                 | Abellio London                                          |
| 415   | Old Kent Road                 | Tulse Hill Station                         | Abellio London                                          |
| 417   | Clapham Common                | Crystal Palace                             | Arriva London                                           |
| 418   | Kingston                      | Epsom †                                    | Quality Line                                            |
| 419   | Hammersmith                   | Richmond                                   | London United                                           |
| 422   | North Greenwich Station       | Bexleyheath                                | London Central                                          |
| 423   | Heathrow Airport, Terminal 5  | Hounslow                                   | London United                                           |
| 424   | Putney Heath                  | Craven Cottage                             | London General                                          |
| 425   | Clapton Nightingale Road      | Ilford                                     | Tower Transit                                           |
| 427   | Acton Old Town Hall           | Uxbridge                                   | Metroline                                               |
| 428   | Erith                         | Bluewater †                                | Arriva Kent Thameside                                   |
| 430   | South Kensington              | Roehampton                                 | London General                                          |
| 432   | Brixton                       | Anerley Station                            | London General                                          |
| 434   | Rickman Hill, Coulsdon        | Whyteleafe South Wapses Lodge Roundabout † | London General                                          |
| 436   | Paddington                    | Lewisham                                   | London Central                                          |
| 440   | Stonebridge Park Station      | Gunnersbury                                | London United                                           |
| 444   | Turnpike Lane                 | Chingford                                  | Tower Transit                                           |
| 450   | Lower Sydenham                | West Croydon                               | Arriva London                                           |
| 452   | Kensal Rise                   | Wandsworth Road Station                    | Abellio London                                          |
| 453   | Marylebone Station            | Deptford Broadway                          | London General                                          |
| 455   | Old Lodge Lane                | Wallington                                 | Abellio London                                          |
| 460   | North Finchley                | Willesden                                  | Metroline                                               |
| 462   | Ilford                        | Hainault                                   | Blue Triangle                                           |
| 463   | Eastfields, Streatham         | Coulsdon                                   | Quality Line                                            |
| 464   | New Addington                 | Tatsfield †                                | London General                                          |
| 465   | Kingston                      | Dorking †                                  | Quality Line                                            |
| 466   | Addington Village Interchange | Caterham-on-the-Hill †                     | Arriva London                                           |
| 467   | Hook                          | Epsom †                                    | Quality Line                                            |
| 468   | Elephant & Castle Station     | South Croydon                              | London Central                                          |
| 469   | Queen Elizabeth Hospital      | Erith                                      | Stagecoach London Arriva Kent Thameside (bis Jan. 2016) |
| 470   | Colliers Wood                 | Epsom †                                    | Quality Line                                            |
| 472   | North Greenwich Station       | Thamesmead                                 | Stagecoach London                                       |
| 473   | Stratford                     | London City Airport                        | Stagecoach London                                       |
| 474   | Canning Town                  | Manor Park                                 | Docklands Buses                                         |
| 476   | Northumberland Park Station   | Euston Station                             | London General                                          |
| 481   | West Middlesex Hospital       | Kingston                                   | Abellio London                                          |
| 482   | Southall                      | Heathrow Airport, Terminal 5               | Metroline                                               |
| 484   | Camberwell Green              | Lewisham                                   | Abellio London                                          |
| 485   | Hammersmith                   | Wandsworth                                 | London General                                          |
| 486   | North Greenwich Station       | Bexleyheath                                | London Central                                          |
| 487   | Willesden Junction Station    | South Harrow                               | Metroline                                               |
| 488   | Dalston Junction Station      | Bromley-by-Bow                             | Tower Transit                                           |
| 490   | Richmond                      | Heathrow Airport, Terminal 5               | Abellio London                                          |
| 491   | North Middlesex Hospital      | Waltham Cross                              | London General                                          |
| 492   | Sidcup                        | Bluewater †                                | Arriva Kent Thameside                                   |
| 493   | Tooting Broadway              | Richmond                                   | London General                                          |
| 496   | Romford                       | Harold Wood                                | Stagecoach London                                       |
| 498   | Queen’s Hospital              | Brentwood †                                | Stagecoach London                                       |
| 499   | Gallows Corner, Romford       | Heath Park Estate                          | Stagecoach London                                       |

### 500–599
| Linie | Start                 | Ziel                  | Unternehmen     | Bemerkung                        |
| ----- | --------------------- | --------------------- | --------------- | -------------------------------- |
| 507   | Victoria Station      | Waterloo Station      | London General  | seit September 2016 Elektrobusse |
| 521   | London Bridge Station | Waterloo Station      | London General  | seit September 2016 Elektrobusse |
| 541   | Keir Hardie Estate    | Prince Regent Station | Docklands Buses |                                  |
| 549   | Loughton †            | South Woodford        | Docklands Buses |                                  |

### 600–699
Die Mehrheit dieser Linien stellen Schulbuslinien dar. Ihre Fahrpläne sind in Zusammenhang mit den Schulen flexibel und können sich ändern. Eine Ausnahme ist die West-Londoner Express-Linie 607, deren Zahl von der vorherigen O-Buslinie übernommen wurde, die dort vom 15. November 1936 bis zum 8. November 1960 verkehrte.
| Linie | Start                             | End                                                         | Bildungseinrichtung                                                                                          | Unternehmen                                   |
| ----- | --------------------------------- | ----------------------------------------------------------- | --- | --------------------------------------------- |
| 601   | Thamesmead                        | Dartford Heath †                                            | Wilmington Hall School                                                                                       | Stagecoach London                             |
| 602   | Thamesmead                        | Bexleyheath                                                 | Townley Grammar School for Girls                                                                             | Stagecoach London                             |
| 603   | Swiss Cottage Station             | Muswell Hill                                                | | Metroline                                     |
| 605   | Edgware Station Burnt Oak Station | Mill Hill County High School Totteridge & Whetstone Station | Mill Hill County High School, The Totteridge Academy                                                         | London Sovereign                              |
| 606   | Queensbury                        | Barnet                                                      | The Totteridge Academy                                                                                       | Metroline                                     |
| 607   | White City                        | Uxbridge                                                    | | Metroline                                     |
| 608   | Gallows Corner, Romford           | Shenfield High School †                                     | Shenfield High School                                                                                        | Blue Triangle                                 |
| 609   | Hammersmith                       | Mortlake                                                    | Harrodian School                                                                                             | Metroline                                     |
| 611   | Stonebridge Park                  | East Finchley                                               | Bishop Douglass School                                                                                       | Metroline                                     |
| 612   | Selsdon                           | Wallington                                                  | Wallington County Grammar School, Riddlesdown High School, The John Fisher School, Wallington High for Girls | Arriva London                                 |
| 613   | Worcester Park                    | Sutton Common                                               | Glenthorne High School                                                                                       | London United                                 |
| 616   | Winchmore Hill                    | Edmonton Green Shopping Centre                              | The Latymer School                                                                                           | London General                                |
| 617   | Turnpike Lane Station             | Turkey Street                                               | St Ignatius' College                                                                                         | Arriva London                                 |
| 621   | Lewisham                          | Eltham                                                      | Crown Woods School                                                                                           | London Central                                |
| 624   | Woolwich                          | Grove Park                                                  | Crown Woods School                                                                                           | London Central                                |
| 625   | Plumstead Common                  | Chislehurst                                                 | | London Central                                |
| 626   | Finchley                          | Potters Bar †                                               | Dame Alice Owen’s School                                                                                     | Sullivan Buses                                |
| 627   | Woodcote Green                    | Worcester Park                                              | Wallington High School                                                                                       | Arriva London                                 |
| 628   | Southgate                         | Kingsbury JFS                                               | JFS | Sullivan Buses                                |
| 629   | Wood Green                        | Turkey Street Station                                       | St Ignatius’ College                                                                                         | Arriva London                                 |
| 631   | Golders Green                     | Henrietta Barnett School                                    | Henrietta Barnett School                                                                                     | Arriva Shires & Essex                         |
| 632   | Colindale Station                 | Kilburn Park Station                                        | | Metroline                                     |
| 634   | Muswell Hill                      | Barnet                                                      | | Metroline                                     |
| 635   | Brentford                         | Sunbury Cross †                                             | St. Paul’s School                                                                                            | London United                                 |
| 636   | Kemnal College                    | Grove Park                                                  | Kemnal College, Eltham College                                                                               | Stagecoach London                             |
| 637   | Kemnal College                    | Grove Park                                                  | Eltham College, Kemnal College                                                                               | Stagecoach London                             |
| 638   | Kemnal College                    | Coney Hall                                                  | Beaverwood School, Kemnal College, Coopers Technology College, Eltham College                                | Stagecoach London                             |
| 639   | Clapham Junction                  | Putney                                                      | John Paul II School                                                                                          | London General                                |
| 640   | South Harrow Station              | Harrow Weald                                                | Whitmore High School, Salvatorian College, Sacred Heart College, Bentley Wood School                         | Metroline                                     |
| 641   | Teddington School                 | West Molesey †                                              | Teddington School                                                                                            | Quality Line                                  |
| 642   | West Hendon                       | Stanmore                                                    | London Academy                                                                                               | Arriva Shires & Essex                         |
| 643   | Brent Cross                       | East Finchley                                               | Christ's College Finchley                                                                                    | Metroline                                     |
| 646   | Noak Hill                         | Cranham                                                     | | Blue Triangle                                 |
| 647   | Romford                           | Harold Hill                                                 | Harold Hill Community School                                                                                 | Arriva London                                 |
| 648   | Romford                           | Cranham                                                     | | Blue Triangle                                 |
| 649   | Romford                           | Emerson Park                                                | Campion School                                                                                               | Blue Triangle                                 |
| 650   | Romford                           | Emerson Park                                                | Emerson Park School                                                                                          | Blue Triangle                                 |
| 651   | Romford                           | North Romford                                               | Bower Park School                                                                                            | Blue Triangle                                 |
| 652   | Rainham                           | Upminster                                                   | Sanders Drapers School Havering Sixth Form College                                                           | Blue Triangle                                 |
| 653   | Kingsbury JFS                     | Muswell Hill                                                | JFS | Sullivan Buses                                |
| 654   | Selsdon                           | Ramsden                                                     | The Priory School, Ravens Wood School                                                                        | London General                                |
| 655   | Mitcham                           | Raynes Park                                                 | Raynes Park High School                                                                                      | London General                                |
| 656   | Gallows Corner, Romford           | Emerson Park                                                | Emerson Park School                                                                                          | Blue Triangle                                 |
| 657   | South Chingford                   | Woodford Wells                                              | Trinity Catholic High School, Bancroft's School                                                              | London General                                |
| 658   | Woolwich                          | Crown Woods School                                          | Crown Woods School                                                                                           | London Central London General                 |
| 660   | Bellingham                        | Eltham                                                      | Crown Woods School                                                                                           | Stagecoach London                             |
| 661   | Mottingham                        | Petts Wood                                                  | Eltham College & Cooper School                                                                               | London Central                                |
| 662   | Surbiton                          | New Malden                                                  | Holy Cross School                                                                                            | London United                                 |
| 663   | Thornton Heath                    | Pampisford Road                                             | Harris Academy Purley                                                                                        | Arriva London                                 |
| 664   | New Addington                     | Biggin Hill                                                 | Charles Darwin School Ravens Wood School                                                                     | Stagecoach London                             |
| 665   | Berrylands Road                   | New Malden                                                  | Holy Cross School                                                                                            | London United                                 |
| 667   | Ilford                            | Chigwell †                                                  | West Hatch School                                                                                            | Blue Triangle                                 |
| 669   | Erith                             | Albany Park                                                 | Cleeve Park School                                                                                           | London Central London General                 |
| 670   | Clapham Junction                  | Putney                                                      | John Paul II School                                                                                          | London General                                |
| 671   | Chessington South Station         | Kingston                                                    | Tiffin Girls' School                                                                                         | London United                                 |
| 672   | Woolwich                          | Thamesmead                                                  | Woolwich Polytechnic School                                                                                  | Stagecoach London                             |
| 673   | Beckton                           | Becontree                                                   | Warren School                                                                                                | Docklands Buses                               |
| 674   | Romford                           | Harold Hill                                                 | | Blue Triangle                                 |
| 675   | St James Station                  | Woodford                                                    | Woodbridge High School                                                                                       | CT Plus London General (ab Okt. 2015)         |
| 678   | Beckton                           | Stratford                                                   | St Angela's Ursuline School St. Bonaventure's Comprehensive School                                           | Arriva London                                 |
| 679   | Goodmayes                         | Chingford                                                   | Woodford County High, Trinity Catholic High School                                                           | Blue Triangle                                 |
| 681   | Hounslow                          | Teddington                                                  | Teddington School                                                                                            | London United                                 |
| 683   | Friern Barnet                     | Kingsbury JFS                                               | JFS | Sullivan Buses                                |
| 685   | Selsdon                           | Hamsey Green †                                              | Warlingham Secondary School, Riddlesdown High School                                                         | Arriva London                                 |
| 686   | Romford                           | Harold Hill                                                 | St. Edward's School                                                                                          | Blue Triangle                                 |
| 687   | Dagenham Park Secondary School    | Barking Station                                             | Dagenham Park Secondary School                                                                               | Stagecoach London                             |
| 688   | Southgate                         | Kingsbury JFS                                               | JFS | Sullivan Buses                                |
| 689   | Croydon                           | The Glade                                                   | | Arriva London                                 |
| 690   | Clapham Common                    | West Norwood                                                | Burntwood School                                                                                             | Arriva London                                 |
| 691   | Ham                               | Surbiton                                                    | Hollyfield School                                                                                            | London United                                 |
| 692   | Winchmore Hill                    | Potters Bar                                                 | Dame Alice Owen's School                                                                                     | London General Sullivan Buses (bis Nov. 2015) |
| 696   | Hayes                             | Bishop Ramsey School                                        | Bishop Ramsey School                                                                                         | London United                                 |
| 697   | Ickenham                          | Kinghill Avenue                                             | The Douay Martyrs School                                                                                     | London United                                 |
| 698   | Ickenham                          | West Drayton                                                | The Douay Martyrs School                                                                                     | London United                                 |
| 699   | Winchmore Hill                    | Potters Bar †                                               | Dame Alice Owen's School                                                                                     | London General Sullivan Buses (bis Nov. 2015) |

### 900–999
Streckennummern von 900 bis 999 bezeichnen Mobility buses: Diese verkehren einmal wöchentlich von wenig besiedelten Vororten, wo es keine Alternativen im Hauptbusnetz gibt, zu einem lokalen Einkaufszentrum. Die Zahl von Mobility bus-Linien hat abgenommen, weil barrierefreie Busse auf allen Londoner Buslinien außer den Museumslinien verkehren.
| Linie | Start          | Ziel            | Unternehmen    |
| ----- | -------------- | --------------- | -------------- |
| 931   | Crystal Palace | Lewisham        | Abellio London |
| 965   | Riverhill      | Kingston        | London United  |
| 969   | Whitton        | Roehampton Vale | Abellio London |

### Linien mit vorangestellten Buchstaben
| Linie | Start                                       | Ziel                                                           | Unternehmen            | Buchstabencode         |
| ----- | ------------------------------------------- | -------------------------------------------------------------- | ---------------------- | ---------------------- |
| A10   | Heathrow Airport                            | Uxbridge                                                       | Metroline              | Airport                |
| B11   | Thamesmead                                  | Bexleyheath                                                    | London Central         | Bexley                 |
| B12   | Joydens Wood †                              | Erith                                                          | Arriva Kent Thameside  | Bexley                 |
| B13   | New Eltham                                  | Bexleyheath                                                    | Arriva Kent Thameside  | Bexley                 |
| B14   | Bexleyheath                                 | Orpington Station                                              | London General         | Bexley                 |
| B15   | Horn Park                                   | Bexleyheath                                                    | Arriva Kent Thameside  | Bexley                 |
| B16   | Kidbrooke                                   | Bexleyheath                                                    | London Central         | Bexley                 |
| C1    | Victoria Station                            | White City                                                     | London United          | Central London         |
| C2    | Victoria Station                            | Parliament Hill Fields                                         | Abellio London         | Central London         |
| C3    | Earls Court Tesco                           | Clapham Junction Station                                       | Abellio London         | Chelsea                |
| C10   | Victoria Station                            | Canada Water                                                   | Abellio London         | Central London         |
| C11   | Archway                                     | Brent Cross Shopping Centre                                    | Metroline              | Camden                 |
| D3    | Bethnal Green Chest Hospital                | Isle of Dogs                                                   | Stagecoach London      | Docklands              |
| D6    | Cambridge Heath                             | Isle of Dogs                                                   | Docklands Buses        | Docklands              |
| D7    | Mile End                                    | Poplar                                                         | Docklands Buses        | Docklands              |
| D8    | Isle of Dogs                                | Stratford                                                      | Docklands Buses        | Docklands              |
| E1    | Ealing Broadway Station                     | Greenford Broadway                                             | Abellio London         | Ealing                 |
| E2    | Greenford Broadway                          | Brentford Commerce Road                                        | Metroline              | Ealing                 |
| E3    | Chiswick Edensor Road                       | Greenford Broadway                                             | London United          | Ealing                 |
| E5    | Southall Toplocks Estate                    | Perivale Tesco                                                 | Metroline              | Ealing                 |
| E6    | Greenford Station                           | Bulls Bridge Tesco                                             | Metroline              | Ealing                 |
| E7    | Ealing Broadway Station                     | Ruislip Station                                                | Metroline              | Ealing                 |
| E8    | Ealing Broadway Station                     | Brentford Commerce Road                                        | Metroline              | Ealing                 |
| E9    | Ealing Broadway Station                     | Yeading Barnhill Estate                                        | Metroline              | Ealing                 |
| E10   | Ealing Broadway Station                     | Islp Manor                                                     | Tellings-Golden Miller | Ealing                 |
| E11   | Ealing Common, Warwick Dene                 | Greenford Broadway                                             | London United          | Ealing                 |
| EL1   | Barking Reach                               | Ilford                                                         | Blue Triangle          | East London Transit    |
| EL2   | Dagenham Dock Station                       | Ilford                                                         | Blue Triangle          | East London Transit    |
| G1    | Shaftesbury Estate                          | Norbury                                                        | London General         | St George’s Hospital   |
| H2    | Golders Green Station                       | Ringlinie über Hampstead Garden Suburb                         | Arriva Shires & Essex  | Hampstead              |
| H3    | Golders Green Station                       | Hill Top                                                       | Arriva Shires & Essex  | Hampstead              |
| H9    | Harrow Bus Station                          | Ringlinie gegen den Uhrzeigersinn über Northwick Park Hospital | London Sovereign       | Harrow                 |
| H10   | Harrow Bus Station                          | Ringlinie im Uhrzeigersinn über South Harrow                   | London Sovereign       | Harrow                 |
| H11   | Harrow Bus Station                          | Mount Vernon Hospital                                          | London Sovereign       | Harrow                 |
| H12   | Stanmore Station                            | South Harrow Station                                           | Metroline              | Harrow                 |
| H13   | Ruislip Lido                                | St Vincent’s Park                                              | London Sovereign       | Harrow                 |
| H14   | Northwick Park Hospital                     | Hatch End, St Thomas’ Drive                                    | London Sovereign       | Harrow                 |
| H17   | Wembley Montrose Crescent                   | Harrow Bus Station                                             | London Sovereign       | Harrow                 |
| H18   | Harrow Bus Station                          | Ringlinie im Uhrzeigersinn über North Harrow                   | Arriva Shires & Essex  | Harrow                 |
| H19   | Harrow Bus Station                          | Ringlinie gegen den Uhrzeigersinn über Kenton                  | Arriva Shires & Essex  | Harrow                 |
| H20   | Hounslow Civic Centre                       | Ivybridge, Twickenham Tesco                                    | Abellio London         | Hounslow               |
| H22   | Richmond Manor Circus                       | Hounslow Bell Corner                                           | London United          | Hounslow               |
| H25   | Hanworth Butts Farm                         | Hatton Cross Station                                           | Abellio London         | Hounslow               |
| H26   | Feltham Sparrow Farm                        | Hatton Cross Station                                           | Abellio London         | Hounslow               |
| H28   | Osterley Tesco                              | Bulls Bridge, Tesco                                            | Abellio London         | Hounslow               |
| H32   | Hounslow Bus Station                        | Southall Town Hall                                             | London United          | Hounslow               |
| H37   | Richmond Manor Circus                       | Hounslow Blenheim Centre                                       | London United          | Hounslow               |
| H91   | Hammersmith                                 | Hounslow West Station                                          | London United          | Hounslow               |
| H98   | Hayes End, Kingsway                         | Hounslow Bus Station                                           | London United          | Hounslow               |
| K1    | New Malden                                  | Kingston                                                       | Abellio London         | Kingston               |
| K2    | Kingston Hospital                           | Hook                                                           | London United          | Kingston               |
| K3    | Roehampton Vale                             | Esher †                                                        | Abellio London         | Kingston               |
| K4    | Hook                                        | Kingston Hospital                                              | London United          | Kingston               |
| K5    | Morden                                      | Ham                                                            | Quality Line           | Kingston               |
| P4    | Brixton                                     | Lewisham                                                       | Stagecoach London      | Peckham                |
| P5    | Elephant & Castle Station                   | Nine Elms                                                      | London Central         | Peckham                |
| P12   | Surrey Quays                                | Brockley Rise                                                  | London Central         | Peckham                |
| P13   | New Cross Gate                              | Streatham                                                      | Abellio London         | Peckham                |
| R1    | Green Street Green                          | St Paul’s Cray                                                 | London General         | Orpington (Roundabout) |
| R2    | Petts Wood Station                          | Biggin Hill Valley                                             | London General         | Orpington (Roundabout) |
| R3    | Princess Royal University Hospital          | Chelsfield Village                                             | London General         | Orpington (Roundabout) |
| R4    | Princess Royal University Hospital          | Pauls Cray Hill                                                | London General         | Orpington (Roundabout) |
| R5    | Orpington Station                           | Ringlinie im Uhrzeigersinn über Knockholt                      | Stagecoach London      | Orpington (Roundabout) |
| R6    | Orpington Station                           | St. Mary Cray Station                                          | London General         | Orpington (Roundabout) |
| R7    | Orpington                                   | Bickley Station                                                | Stagecoach London      | Orpington (Roundabout) |
| R8    | Orpington Station                           | Biggin Hill                                                    | London General         | Orpington (Roundabout) |
| R9    | Orpington Station                           | Ramsden Estate                                                 | London General         | Orpington (Roundabout) |
| R10   | Orpington Station                           | Ringlinie gegen den Uhrzeigersinn über Cudham                  | Stagecoach London      | Orpington (Roundabout) |
| R11   | Green Street Green                          | Queen Mary’s Hospital                                          | London General         | Orpington (Roundabout) |
| R68   | Hampton Court †                             | Kew                                                            | Abellio London         | Richmond               |
| R70   | Hampton kreisend                            | Richmond                                                       | Abellio London         | Richmond               |
| RV1   | Covent Garden                               | Tower Bridge                                                   | Tower Transit          | Riverside              |
| S1    | Mitcham                                     | Banstead †                                                     | Quality Line           | Sutton                 |
| S3    | Belmont                                     | Malden Manor Station                                           | Quality Line           | Sutton                 |
| S4    | Roundshaw                                   | St Helier Station                                              | Abellio London         | Sutton                 |
| T31   | New Addington                               | Forestdale                                                     | Arriva London          | Tramlink feeder        |
| T32   | New Addington                               | Addington Village Interchange                                  | London General         | Tramlink feeder        |
| T33   | West Croydon Station                        | Addington Village Interchange                                  | Abellio London         | Tramlink feeder        |
| U1    | Ruislip Station                             | West Drayton Station                                           | Metroline              | Uxbridge               |
| U2    | Uxbridge Station                            | Brunel University                                              | Metroline              | Uxbridge               |
| U3    | Uxbridge Station                            | Heathrow Airport                                               | Metroline              | Uxbridge               |
| U4    | Uxbridge Station                            | Prologis Park                                                  | Metroline              | Uxbridge               |
| U5    | Uxbridge Station                            | Hayes and Harlington Station                                   | Metroline              | Uxbridge               |
| U7    | Uxbridge Station                            | Hayes Sainsburys                                               | Abellio London         | Uxbridge               |
| U9    | Uxbridge Station                            | Harefield Hospital                                             | Abellio London         | Uxbridge               |
| U10   | Uxbridge Station                            | Ruislip Heathfield Rise                                        | Metroline              | Uxbridge               |
| W3    | Finsbury Park                               | Northumberland Park                                            | Arriva London          | Wood Green             |
| W4    | Oakthorpe Park                              | Tottenham Hale                                                 | London General         | Wood Green             |
| W5    | Archway                                     | Harringay                                                      | CT Plus                | Wood Green             |
| W6    | Southgate                                   | Edmonton Green                                                 | Arriva London          | Wood Green             |
| W7    | Finsbury Park                               | Muswell Hill                                                   | Metroline              | Wood Green             |
| W8    | Picketts Lock                               | Chase Farm Hospital                                            | Metroline              | Wood Green             |
| W9    | Southgate                                   | Chase Farm Hospital                                            | Metroline              | Wood Green             |
| W10   | Enfield Town                                | Crews Hill                                                     | London General         | Wood Green             |
| W11   | Walthamstow                                 | Chingford Hall Estate                                          | Arriva London          | Waltham Forest         |
| W12   | Walthamstow                                 | Wanstead                                                       | CT Plus                | Waltham Forest         |
| W13   | Leytonstone                                 | Woodford Wells                                                 | CT Plus                | Waltham Forest         |
| W14   | Leyton                                      | Woodford Bridge                                                | Tower Transit          | Waltham Forest         |
| W15   | Hackney Central                             | Cogan Avenue Estate                                            | Tower Transit          | Waltham Forest         |
| W16   | Leytonstone                                 | Chingford Mount                                                | London General         | Waltham Forest         |
| W19   | Argall Avenue St James Street (nach 20 Uhr) | Ilford                                                         | Blue Triangle          | Waltham Forest         |
| X26   | West Croydon Station                        | Heathrow Airport                                               | Quality Line           | Express route          |
| X68   | Russell Square                              | West Croydon Station                                           | London Central         | Express route          |

### Nachtlinien (vorgestelltes N)
Die Nachtbuslinien entsprechen meist der Tageslinie, die jedoch an den Enden verlängert wurde. Das soll normalerweise einen Nachtdienst zu Haltestellen zur Verfügung stellen, die tagsüber durch die U-Bahn oder von Zügen bedient werden.
Jedoch gibt es einige Streckennummern mit vorgestelltem N-, die keine Verbindung mit ihren Tagesäquivalenten haben: die N5, N20 und N97 bedienen alle einen anderen Teil von London als ihre jeweiligen Tagesstrecken, N550 und N551 (die Nachtdienste auf Teilen des DLR-Netzes erbringen) haben keine entsprechenden Tagesstrecken.
Es gibt auch 24-Stunden-Linien, die Tag und Nacht verkehren, nachts aber gewöhnlich mit einer niedrigeren Frequenz als tagsüber. Die meisten verkehren auch so wie tagsüber. Die Linie 65 wird als 24-Stunden-Linie klassifiziert, verkehrt jedoch nachts auf einem längeren Weg, sodass sie eigentlich N65 heißen müsste.
| Linie | Start                        | Ziel                         | Unternehmen                                 |
| ----- | ---------------------------- | ---------------------------- | ------------------------------------------- |
| N1    | Tottenham Court Road         | Thamesmead                   | London General                              |
| N2    | Trafalgar Square             | Crystal Palace               | Arriva London                               |
| N3    | Bromley North                | Oxford Circus                | Abellio London                              |
| N5    | Edgware                      | Trafalgar Square             | Metroline                                   |
| N7    | Russell Square               | Northolt                     | Metroline                                   |
| N8    | Hainault                     | Tottenham Court Road Station | Stagecoach London                           |
| N9    | Heathrow Terminal 5          | Aldwych                      | London United                               |
| N11   | Liverpool Street Station     | Ealing Broadway              | London General                              |
| N13   | North Finchley               | Aldwych                      | London Sovereign                            |
| N15   | Romford                      | Trafalgar Square             | Stagecoach London                           |
| N16   | Edgware                      | Victoria Station             | Metroline                                   |
| N18   | Trafalgar Square             | Harrow Weald                 | Metroline                                   |
| N19   | Clapham Junction             | Finsbury Park                | London General                              |
| N20   | Trafalgar Square             | Barnet                       | Metroline                                   |
| N21   | Trafalgar Square             | Bexleyheath                  | London Central                              |
| N22   | Fulwell                      | Piccadilly Circus            | London General                              |
| N26   | Chingford                    | Trafalgar Square             | Tower Transit                               |
| N28   | Camden Town                  | Wandsworth                   | Tower Transit                               |
| N29   | Trafalgar Square             | Enfield Town                 | Arriva London                               |
| N31   | Camden Town                  | Clapham Junction             | Tower Transit                               |
| N35   | Clapham Junction             | Tottenham Court Road         | Abellio London                              |
| N38   | Walthamstow Central          | Victoria Station             | Arriva London                               |
| N41   | Tottenham Hale               | Trafalgar Square             | Arriva London                               |
| N44   | Sutton station               | Aldwych                      | London General                              |
| N47   | St Mary Cray                 | Trafalgar Square             | Stagecoach London                           |
| N55   | Oxford Circus                | Woodford Wells               | Stagecoach London                           |
| N63   | Crystal Palace               | King's Cross                 | London Central                              |
| N64   | New Addington                | Thornton Heath Pond          | London General                              |
| N68   | Old Coulsdon                 | Tottenham Court Road Station | London Central                              |
| N73   | Walthamstow                  | Victoria Station             | Arriva London                               |
| N74   | Baker Street                 | Roehampton                   | London General                              |
| N86   | Harold Hill                  | Stratford Bus Station        | Stagecoach London                           |
| N87   | Aldwych                      | Kingston                     | London General                              |
| N89   | Trafalgar Square             | Erith                        | London Central                              |
| N91   | Trafalgar Square             | Cockfosters                  | Metroline                                   |
| N97   | Trafalgar Square             | Hammersmith                  | London United Tower Transit (bis Mär. 2016) |
| N98   | Stanmore                     | Holborn                      | Metroline                                   |
| N109  | Croydon                      | Oxford Circus                | Abellio London                              |
| N113  | Edgware                      | Trafalgar Square             | Metroline                                   |
| N133  | Mitcham                      | Liverpool Street Station     | Arriva London                               |
| N136  | Oxford Circus                | Chislehurst                  | Stagecoach London                           |
| N137  | Crystal Palace               | Oxford Circus                | Arriva London                               |
| N155  | Morden                       | Aldwych                      | London General                              |
| N171  | Hither Green                 | Tottenham Court Road Station | London Central                              |
| N205  | Leyton                       | Paddington Station           | Stagecoach London                           |
| N207  | Uxbridge                     | Holborn                      | Metroline                                   |
| N253  | Aldgate                      | Tottenham Court Road Station | Arriva London                               |
| N279  | Trafalgar Square             | Waltham Cross                | Arriva London                               |
| N343  | New Cross Gate               | Trafalgar Square             | Abellio London                              |
| N381  | Peckham                      | Trafalgar Square             | Abellio London                              |
| N550  | Canning Town                 | Trafalgar Square             | Tower Transit                               |
| N551  | Gallions Reach Shopping Park | Trafalgar Square             | Tower Transit                               |

### Nicht-TfL-Buslinien inGreater London
Diese Buslinien werden nicht von TfL ausgeschrieben und sind deshalb kein Teil von London Buses. Alle, außer dreien, verkehren von Dörfern und Städten außerhalb von Greater London zu Haltestellen innerhalb von Greater London (Ausnahmen sind die 812, 938 und MB1, die völlig innerhalb der Grenze laufen). Die Busse sind in einer vom Busunternehmen gewählten Farbe lackiert, so sind sie, anders als die London Buses, nicht notwendigerweise rot, und die meisten von ihnen akzeptieren keine Oyster Cards. Diese Linien werden mit einer von TfL ausgegebenen Londoner Diensterlaubnis bedient, so werden Busfahrkarten von TfL anerkannt und deren Busse dürfen an TfL-Bushaltestellen halten.
| Linie   | Start                                 | Ziel                                                                 | Unternehmen                         | Quelle |
| ------- | ------------------------------------- | -------------------------------------------------------------------- | ----------------------------------- | ------ |
| 8       | Mount Vernon Hospital, Northwood      | Abbots Langley, Hertfordshire                                        | Arriva Shires & Essex Redline Buses | [ 8 ]  |
| 58      | Uxbridge Station                      | Britwell, Slough, Berkshire                                          | First Berkshire & The Thames Valley | [ 9 ]  |
| 60      | Eton Wick, Berkshire                  | Heathrow Airport, Terminal 5                                         | First Berkshire & The Thames Valley | [ 10 ] |
| 61      | Eton College, Berkshire               | Heathrow Airport, Terminal 5                                         | First Berkshire & The Thames Valley | [ 10 ] |
| 71      | Slough, Berkshire                     | Heathrow Airport, Terminal 5                                         | First Berkshire & The Thames Valley | [ 10 ] |
| 75      | Heathrow Airport                      | Slough, Berkshire Maidenhead (stündlich)                             | First Berkshire & The Thames Valley | [ 11 ] |
| 76      | Heathrow Airport                      | Cippenham, Slough, Berkshire                                         | First Berkshire & The Thames Valley | [ 11 ] |
| 77      | Heathrow Airport Terminal 5           | Clewer and Dedworth, Windsor, Berkshire                              | First Berkshire & The Thames Valley | [ 10 ] |
| 78      | Heathrow Airport Terminal 5           | Britwell Burnham, Buckinghamshire (spät abends / sonntags)           | First Berkshire & The Thames Valley | [ 10 ] |
| 84      | New Barnet Station                    | St Albans, Hertfordshire                                             | Metroline                           | [ 12 ] |
| 402     | Bromley North                         | Tunbridge Wells, Kent                                                | Arriva Kent & Sussex                | [ 13 ] |
| 409     | Caterham Valley, Surrey               | Selsdon                                                              | Metrobus                            | [ 14 ] |
| 420     | Sutton                                | Redhill, Surrey / Gatwick Airport (mo-sa), Crawley (so), West Sussex | Metrobus                            | [ 15 ] |
| 441     | Heathrow Airport                      | Englefield Green, Surrey                                             | Abellio Surrey                      | [ 10 ] |
| 458     | Kingston                              | Staines, Surrey                                                      | Abellio Surrey                      | [ 16 ] |
| 459     | Kingston                              | Woking, Surrey                                                       | Abellio Surrey                      | [ 16 ] |
| 461     | Kingston                              | Staines, Surrey                                                      | Abellio Surrey                      | [ 16 ] |
| 477     | Bluewater, Kent                       | Orpington                                                            | Arriva Southern Counties            | [ 17 ] |
| 505     | Chingford Station                     | Harlow, Essex                                                        | Arriva Shires & Essex               | [ 18 ] |
| 513     | Kingston upon Thames                  | Byfleet/Downside, Surrey                                             | Abellio Surrey                      | [ 16 ] |
| 514     | Kingston upon Thames                  | Hersham, Surrey                                                      | Abellio Surrey                      | [ 16 ] |
| 515     | Kingston upon Thames                  | Guildford                                                            | Abellio Surrey                      | [ 16 ] |
| 515A    | Kingston upon Thames                  | Guildford, Surrey                                                    | Abellio Surrey                      | [ 16 ] |
| 555     | Heathrow Airport                      | Walton-on-Thames Station, Surrey                                     | Abellio Surrey                      | [ 11 ] |
| 557     | Hatton Cross                          | Woking, Surrey                                                       | Abellio Surrey                      | [ 10 ] |
| 580     | Beaconsfield                          | High Wycombe, Buckinghamshire                                        | Carousel Buses                      | [ 9 ]  |
| 581     | Uxbridge Station                      | Higher Denham, Buckinghamshire (Ringlinie während einiger Ferien)    | Carousel Buses                      | [ 9 ]  |
| 583     | Windsor                               | Hedgerley, Buckinghamshire                                           | Carousel Buses                      | [ 9 ]  |
| 610     | Enfield                               | Hatfield Business Park, Hertfordshire                                | Uno                                 | [ 19 ] |
| 614     | Queensbury Station                    | Hatfield Business Park, Hertfordshire                                | Uno                                 | [ 20 ] |
| 615     | Stanmore                              | Hatfield Business Park, Hertfordshire                                | Uno                                 | [ 21 ] |
| 644     | Wembley Park                          | Hatfield Business Park, Hertfordshire                                | Uno                                 | [ 20 ] |
| 714     | New Barnet Station                    | Luton                                                                | Metroline                           | [ 22 ] |
| 724     | Harlow, Essex                         | Heathrow Airport Terminal 5                                          | Green Line Coaches                  | [ 11 ] |
| 812     | Hoxton, Bridport Place                | Clerkenwell (9.30–16.00 Uhr)                                         | Hackney Community Transport (HCT)   | [ 23 ] |
| 938     | Belvedere                             | Bexley                                                               | Bexley Accessible Transport Scheme  | [ 24 ] |
| A30     | Uxbridge                              | Chesham, Buckinghamshire                                             | Carousel Buses                      | [ 11 ] |
| A40/740 | Heathrow Central (A40) Uxbridge (740) | High Wycombe, Buckinghamshire                                        | Carousel Buses                      | [ 11 ] |
| MB1     | Dagenham Heathway                     | Mecca Bingo, Dagenham                                                |                                     | [ 25 ] |
| R21     | Mount Vernon Hospital, Northwood      | Uxbridge (2x/Tag) Maple Cross, Buckinghamshire                       | Red Rose Travel                     | [ 8 ]  |

## Vorübergehende Linien
Es gibt vier Spezial-Expresslinien, die anlässlich des Notting Hill Carnival verkehren: 2X, 36X, 205X and 436X.

## Ehemalige Linien
Diese Liste zeigt einige ehemalige Linien. Linien vor 1994 sind hier nicht aufgelistet.
| Route      | Start                           | Ziel                                                        | Startdatum | Einstellungsdatum  | Letztes Busunternehmen     | Ersetzt durch                        |
| ---------- | ------------------------------- | ----------------------------------------------------------- | --- | ------------------ | -------------------------- | ------------------------------------ |
| 2A         | Crystal Palace                  | Brixton Station                                             | 19. Mai 1954 | 29. Januar 1994    | South London               | 2                                    |
| 9A         | Mortlake                        | Kensington                                                  | 18. Juli 1992 | 7. März 1997       | London United              | 209                                  |
| 9H         | Trafalgar Square                | Kensington High Street                                      | 14. November 2005                                                                                                  | 25. Juli 2014      | First London/Tower Transit |                                      |
| 15B        | East Ham                        | Aldgate                                                     | 4. März 1989 | 18. September 1999 | Stagecoach East London     | 115                                  |
| 15H        | Trafalgar Square                | Tower Hill                                                  | November 2005 | 29. September 2019 | Stagecoach London          |                                      |
| 16A        | Brent Cross                     | Marble Arch                                                 | 31. Januar 1976 | 10. Oktober 1997   | Metroline                  | 189                                  |
| 22A        | London Bridge                   | Clapton Park Estate                                         | 28. Oktober 1972                                                                                                   | 28. Februar 1998   | Kentish Bus                | 149 242                              |
| 22B        | Tottenham Court Road Station    | Homerton Hospital                                           | 22. November 1987                                                                                                  | 28. Februar 1998   | Kentish Bus                | 242                                  |
| 36B        | Victoria Station                | Grove Park                                                  | 26. November 1958                                                                                                  | 12. März 1994      | Selkent                    | 136                                  |
| 45A        | South Kensington                | Peckham Garage                                              | 10. November 1990                                                                                                  | 2. September 1995  | London Central             | 345                                  |
| 59 (1985)  | Farringdon Street               | Streatham Hill Brixton Garage                               | 2. Februar 1985 | 29. Januar 1994    | South London               |                                      |
| 68A        | Elephant and Castle             | South Croydon Garage                                        | 12. März 1994 | 27. März 1999      | Arriva London              | 468                                  |
| 77A        | Wandsworth                      | Aldwych                                                     | 3. Mai 1950 | 3. Juni 2006       | London General             | 87                                   |
| 84A        | Turnpike Lane Station           | Barnet Church                                               | 24. April 1982 | 27. Januar 1996    | Cowie Leaside              | 184                                  |
| 87 (1934)  | Barking Town Centre             | Romford Market                                              | 3. Oktober 1934 | 25. März 2006      | Stagecoach London          | 5                                    |
| 97A        | Chingford Station               | Walthamstow Central Station                                 | 31. Januar 1981 | 19. Februar 2000   | First Capital              | 357                                  |
| 115 (1984) | Balham                          | Forest Hill                                                 | 24. April 1984 | 29. April 1995     | Cowie South London         | 315 P13                              |
| 129 (1939) | Becontree Heath                 | Claybury Broadway                                           | 7. Juni 1939 | 26. Juni 2004      | East Thames Buses          | 128 150                              |
| 135 (1987) | Archway Station, Upper Holloway | Marble Arch                                                 | 21. November 1987                                                                                                  | 2. September 2000  | Metroline                  | 88                                   |
| 137A       | Crystal Palace                  | Clapham Common                                              | 2. Februar 1991 | 18. September 1999 | Arriva London              | 417                                  |
| 161A       | Petts Wood Station              | Woolwich                                                    | 6. May 1953 | 12. März 1994      | Selkent                    | 162                                  |
| 171A       | County Hall                     | Northumberland Park Tesco's                                 | 1. Februar 1986 | 17. Oktober 1998   | Arriva London              | 341                                  |
| 184 (1951) | New Cross                       | Trafalgar Square                                            | 7. Oktober 1951 | 12. März 1994      | London Central             | 343 484                              |
| 207A       | Uxbridge                        | Charville Lane Estate                                       | 21. Juli 1990 | 13. November 1999  | First Centrewest           | U7                                   |
| 228 (1934) | Chislehurst                     | Eltham                                                      | 3. Oktober 1934 | 7. September 1996  | Kentish Bus                | 160 321                              |
| 235 (1968) | Leytonstone Station             | Woodford Wells                                              | 7. September 1968                                                                                                  | 26. Juli 1996      | Grey Green                 | W13                                  |
| 239        | Clapham Junction                | Victoria Station                                            | 12. Mai 1990 | 15. Februar 2008   | Go-Ahead London            | 170                                  |
| 243A       | Wood Green                      | Liverpool Street Station                                    | 19. Juli 1961 | 19. August 2000    | Arriva London              | 243                                  |
| 272 (1974) | Woolwich                        | Thamesmead                                                  | 30. November 1974                                                                                                  | 23. Januar 1999    | Kentish Bus                | 244 472                              |
| 306        | Crystal Palace                  | Blackheath                                                  | 20. June 1992 | 28. September 1996 | Stagecoach Selkent         | 202                                  |
| 351        | Bromley North Station           | Penge                                                       | 2. März 1991 | 24. Juni 2002      | Metrobus                   | 354                                  |
| 354 (1986) | Bromley North Station           | Croydon                                                     | 16. August 1986 | 19. Mai 2000       | Metrobus                   | 314 T33                              |
| 357 (1983) | Croydon                         | Orpington                                                   | 1983 | 1995               | Metrobus                   | 353 354 (1986)                       |
| 369        | Ilford                          | Thames View Estate                                          | 20. März 1993 | 20. Februar 2010   | Stagecoach London          | EL1 EL2                              |
| 374        | Romford                         | Harold Hill                                                 | 20. März 1993 | 15. Oktober 2005   | Stagecoach London          | 174                                  |
| 393 (1989) | Hackbridge                      | Morden Station                                              | 25. Februar 1989                                                                                                   | 23. November 1996  | London General             | 80 151                               |
| 395 (1999) | Limehouse                       | Surrey Quays                                                | 9. Oktober 1999 | 29. April 2006     | First Capital              |                                      |
| 435        | Southall Town Hall              | Heathrow Airport Cargo Area                                 | 25. Juni 2005 | 22. März 2008      | First Centrewest           | 482                                  |
| 494        | West Croydon Bus Station        | Shirley Monks Orchard                                       | 10. Juni 2000 | 11. Juni 2005      | Metrobus                   | 367                                  |
| 501        | Waterloo Station                | London Bridge                                               | 9. September 1968                                                                                                  | 31. Mai 2002       | London General (Red Arrow) | 521                                  |
| 505        | Waterloo Station                | Shoreditch                                                  | 4. März 1989 | 19. August 2000    | London General (Red Arrow) | 35 243                               |
| 604        | West Norwood                    | Stanley Technical High School                               | 5. September 2005                                                                                                  | 20. Juli 2007      | Arriva London              |                                      |
| 620        | Biggin Hill Valley              | Charles Darwin School                                       | 5. Januar 2002 | 21. Juli 2006      | Metrobus                   | 664                                  |
| 630        | New Addington                   | All Saints Catholic School                                  | | 20. Juli 2007      | Stagecoach London          |                                      |
| 689        | Clapham Common                  | West Norwood                                                | | 2. September 2011  | Arriva London              |                                      |
| 726        | Bromley South Station           | Heathrow Airport                                            | | 16. April 2005     | Tellings Golden Miller     | X26                                  |
| 729        | Bromley                         | Bluewater                                                   | Januar 2002 | März 2005          | London General             | 96 162 B13                           |
| 746        | Bromley                         | Tunbridge Wells                                             | 1994 | 1995               | Metrobus                   | 402                                  |
| 805        | Heathrow Airport                | Northolt                                                    | Juni 2001 | 25. Juni 2005      | Bharat Travel              | 435                                  |
| 917        | South Croydon                   | West Croydon                                                | | 22. Juni 2011      | Abellio London             | 64 T33                               |
| 941        | Bedfont Green                   | Hampton Hill                                                | | 29. Februar 2012   | Abellio London             |                                      |
| 953        | Scrattons Farm                  | Chase Cross, Havering                                       | | 7. November 2012   | First Capital              |                                      |
| 958        | Ilford Hainault Street          | Woodford King's Avenue                                      | | 26. Juli 2011      | First Capital              |                                      |
| 972        | Neasden Birchen Grove           | Colindale ASDA                                              | | 22. Oktober 2010   | First Centrewest           | 324                                  |
| E4         | Windmill Park                   | Perivale                                                    | 27. März 1993 | 24. Mai 1997       | Centrewest                 |                                      |
| ELW        | Shoreditch                      | Wapping                                                     | 23. Dezember 2007 (vorübergehender U-Bahn-Ersatzverkehr während des Umbaus der East London Lineauf S-Bahn-Betrieb) | 15. Mai 2010       | First London               | East London Line (London Overground) |
| H1         | Golders Green Station           | Henrietta Barnett School                                    | | 18. Mai 2013       | Arriva Shires & Essex      | 631                                  |
| H15        | Harrow Weald Oxhey Lane         | Northwick Park Hospital                                     | 14. November 1987                                                                                                  | 4. September 1999  | Metroline                  | 182                                  |
| H21        | Bedfont Green                   | Sunbury Tesco                                               | 22. Januar 2000 | 2. Dezember 2005   | Tellings Golden Miller     |                                      |
| H23        | Heathrow Airport Cargo Area     | Hounslow Bus Station                                        | 28. April 1990 | 22. März 2008      | London United              | 423                                  |
| H30        | Hatton Cross Station            | Heathrow Central Bus Station                                | 1. November 1998                                                                                                   | 1. Mai 2004        | Airlinks                   |                                      |
| H40        | Chiswick Grove Park             | Park Royal Asda                                             | 9. November 1991                                                                                                   | 26. Mai 2002       | London United              | 272 440                              |
| H50        | Hayes & Harlington Station      | West Drayton                                                | 3. Februar 2001 | 22. März 2008      | Travel London              | 350                                  |
| K6         | Kingston                        | Roehampton Vale ASDA                                        | 2. Dezember 1989                                                                                                   | 25. Juli 1998      | Westlink                   | 485                                  |
| P2         | Peckham, Bus Garage             | Lewisham Shopping Centre                                    | 1992 | 1994               | London Central             | 484 P13                              |
| PR1        | Ealing Broadway                 | Willesden Junction Station                                  | | 24. März 2007      | First Centrewest           | 226 PR2                              |
| PR2        | Wembley Park The Paddocks       | Willesden Junction Station                                  | | 15. Oktober 2011   | First Centrewest           | 206 224                              |
| R62        | Hampton Sainsbury's             | West Middlesex Hospital                                     | 1992 | 6. Mai 2006        | Tellings Golden Miller     | 481                                  |
| R69        | Richmond                        | Hammersmith                                                 | 7. April 1990 | 11. November 2000  | London United              | 419                                  |
| S2         | Stratford                       | Clapton Nightingale Road                                    | | 5. Juli 2008       | First Capital              | 425 488                              |
| X29        | Bromley                         | Bluewater                                                   | | Januar 2002        | Arriva Kent Thameside      | 729                                  |
| N10        | King's Cross                    | Richmond                                                    | 29. September 2001                                                                                                 | 30. Januar 2010    | First Centrewest           | 10 33                                |
| N25        | Oxford Circus                   | Harold Hill                                                 | 15. Juli 1995 | 26. Juni 2004      | First Capital              | 25 N8 N86                            |
| N50        | Gallions Reach                  | Trafalgar Square                                            | 30. Juni 1995 | 30. August 2008    | Stagecoach London          | N550 N551                            |
| N52        | Victoria Station                | Willesden                                                   | 3. Dezember 1993                                                                                                   | 8. Dezember 2012   | Metroline                  | 52                                   |
| N75        | Croydon                         | Lewisham                                                    | | 19. Mai 2007       | Stagecoach London          |                                      |
| N76        | Waterloo                        | Northumberland Park Station                                 | 1. Februar 2003 | 15. November 2014  | Arriva London              | 76                                   |
| N77        | Tolworth                        | Aldwych                                                     | 19. August 1995 | 3. Juni 2006       | London General             | N87 281                              |
| N81        | Victoria Station                | Bexleyheath (manchmal auch nach Gravesend und Medway Towns) | 8. Oktober 1993 | 28. Juni 2002      | London Central             | N89                                  |
| N84        | Trafalgar Square                | New Cross Gate                                              | 8. Oktober 1993 | 27. Februar 2001   | London Central             | N343                                 |
| N159       | New Addington                   | Marble Arch                                                 | | 28. August 2010    | Arriva London              | 159 N64 N109                         |
| N213       | West Croydon Station            | Kingston                                                    | | 4. Juli 2009       | London General             | 213                                  |